# Dedinszky család

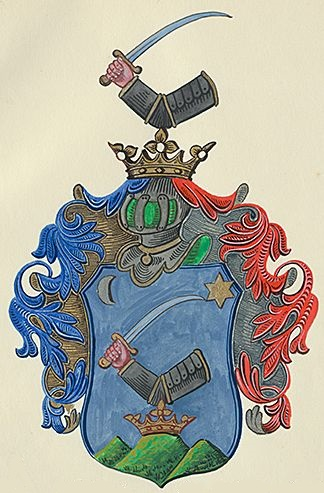
A Dedinszky család címere

A Dedinszky család (dedinai és hodochini) Árva vármegye egyik legrégibb családja. A Reviczky családdal közös őstől Hotimértől eredezteti magát, aki 1272-ben IV. Lászlótól az Árvában fekvő két ekényi terjedelmű Revisnye birtokra nyert adományt. Egyik fiáról az adománylevélben említés történik, Lodán, Bodor és Miklós nevét későbbi okmányokból ismerjük. Ezektől származott tovább a család, mely idővel több más ágra, Reviczky Zsuffa, Burián, Dedinszky stb. családokra oszlott.
Hotimér unokái Péter és Bálint 1355-ben Nagy Lajos magyar királytól nyertek vitézségük elismeréseként újabb 12 ekényi földet a szomszédos Hodochin-patak mellett. Ezen a területen építették fel a Dedina nevű települést (mai neve Zemianska Dedina = Nemesdedina), melynek nevét fel is vették, és ettől az időtől kezdve nevezik a családot Dedinszkynek. A testvérek közül Péter okmányilag is kimutatható őse a Dedinszky családnak, mely e birtoktól és a pataktól vette előneveit.
A család egyik tagja, Dedinszky József, III. Károly magyar királytól 1740-ben adománylevél útján megszerezte a Zólyom megyében fekvő Kremnicska, Malachov és Petőfalva (másként Illésfalva), továbbá Lieszkócz helységekhez tartozó nemesi birtokokat.

## Családtörténet
A család férfi tagjai elsősorban a katonai, a jogászi és a lelkészi pályán nyújtottak dokumentálhatóan  maradandót, míg a nők a művészetekben jeleskedtek.

### Katonák
- A család egyik őse, Dedinszky András az 1660-as években részt vett a Wesselényi-összeesküvésben,[6] majd később Thököly tiszttartójaként említik[7] Az 1670. évi besztercebányai országgyűlésen Árva vármegye követe.[8] A Rákóczi-szabadságharcban való részvétel miatt a Dedinszky család több Árva vármegyei birtokát és Dedinában levő „emeletes kőházát” elkonfiskàlták.[9]
- Dedinszky Ádám (Harta, 1720–?) huszár-hadnagy bizonyíthatóan a franciaországi Bercsényi-huszárezredben szolgált 1745–1748 között.[10][11]
- Dedinszky Ferenc Futak szuperintendánsa, Dedinszky Eleonóra apja, kapitányként részt vett a Napóleon elleni Győri csatában.[12]
- Testvére, Dedinszky Antal (1796–?) 1819-1825 között a Magyar Királyi Testőrség tagja volt,[13] majd hivatásos katona, az 1848-as Bácskai hadtest tiszti névsora szerint az 1848–49-es forradalom és szabadságharc idején nemzetőr őrnagy, zászlóaljparancsnok.[14][15]
- Dedinszky Károly kapitányként a bácsbodrogvármegyei nemzetőrség parancsnoka,[16][17] akit emiatt Aradon 3 évi várfogságra ítéltek.[18]
- Dedinszky Ferenc (1814–1888) közös hadseregbeli műszaki őrnagy.[19]
- Dedinszky Antal (1842–1911) m. kir. honvéd őrnagy[20]
- Dedinszky Miklós (1875–1954. január 15.)[21] huszárezredes az  I. világháborúban is részt vett cs. és kir. 16. huszárezred utolsó parancsnoka volt. 1920-ban nyerte el ezredesi kinevezését és 1922-ben nyugalomba vonult. Több katonai kitüntetés tulajdonosa volt.[22] Nyugdíjasként 1938-tól a Cunard White Star hajóstársaság magyarországi képviseletét látta el.[23][24][25]
- Dedinszky Ferenc dr. mérnök-ezredes (1953), informatikus, a Honvédelmi Minisztérium Informatikai és Hírközlési Főosztálya vezetőjeként részt vett az ország NATO csatlakozásának előkészítésében. 2001-2002-ben Magyarország képviselője a NATO Tanácsadó, Vezetési és Irányítási Tanácsban (NATO C3 Board - a NATO legmagasabb szintű informatikai és hírközlési testülete), és a testület Informatikai Albizottsága tagja. 1999-2003 között a NATO Tanácsadó, Vezetési és Irányítási Ügynökség (NATO C3 Agency) Szakértői Tanácsadó Fórumában képviselte Magyarországot.

### Művészek
- Dedinszky Erika (1942) költő, műfordító, író, egyetemi tanár. A Mandala című holland avantgard folyóirat társszerkesztője, a Holland Kulturális Minisztérium munkatársa, majd a Film International és a Poetry International magyar részlegének	gondozója. Magyarországon a nyugat-európai emigráns magyar költők között tartják számon. Több magyar költő, többek között Csoóri Sándor, Hernádi Gyula, Örkény István, Pilinszky János, Lakatos Menyhért, Galgóczi Erzsébet műveit hollandra fordította.
- Kampisné dr. Dedinszky Izabella (1904–1994) az első magyar okleveles orgonaművésznő. Korának egyik nemzetközileg is elismert művésze volt, koncerteket adott a skandináv országokban, valamint az Egyesült Államokban is. Emellett zeneszerzéssel is foglalkozott, és számos tanulmányt jelentetett meg. Az orgonáról című esztétikai tanulmányával doktori címet szerzett. Ő készítette az író 70. születésnapjára a Schöpflin Aladár irodalmi munkássága című művet.
- Dedinszky Elemér (1884–1933) festő- és szobrászművész, akinek első világháborús emlékművei maradtak fenn Dunaharasztiban, Hidasnémetiben és Szikszón.
- Dedinszky Afra és Dedinszky Olga textiltervezők, az Országos Magyar Királyi Iparművészeti Iskola szaktanárai 1907–1920 között.[26]
- Dedinszky Márta (1946) festőművész. Rendszeresen kiállít, festményei megtalálhatók Ausztriában, Németországban, Ausztráliában, Svédországban és Franciaországban is. Képei erdészeti, vadászati rendezvényeken rendre megjelennek, s keresett alkotások.
- Dedinszky Zsófia (1980) a Színház- és Filmművészeti Egyetemen 2005-ben végzett dramaturg, műfordító, az Európa Könyvkiadó szerkesztője, majd 2010-től Londonban a Penguin Könyvkiadó e-book projektjének Digital&Data koordinátora, 2016-tól a J. K. Rowling alapította Pottermore Company metadata koordinátora.[27]

### A család nevesebb tagjai
- Dedinszky József (1823–1876) politikus, országgyűlési képviselő, 1848-as kormánybiztos, alispán
- Dedinszky János a pozsonyi német színház színésze, aki színházelméleti könyveket is írt
- Dedinszky Elek (1791-1849) A Helytartótanács, a Batthyány-kormány és a Szemere-kormány irattárnoka
- Dedinszky István (1791–1864)[28] Csanád vármegye főügyésze és táblabírója, az 1848-49-es forradalom idején választott törvényszéki bíró[29] (Dedinszky József apja)
- Dedinszky Antal (1796–?) 1848–49-es forradalom és szabadságharc idején nemzetőr őrnagy, zászlóaljparancsnok
- Dedinszky Károly (? – ?) nemzetőr százados, a bácsbodrogvármegyei nemzetőrség parancsnoka[30]
- Dedinszky Aranka (Aurélia) (1836–1920) Görgei Artúr tábornok végrendeleti örököse
- Dedinszky Eleonóra (1816–1869) Haraszthy Ágoston felesége
- Dedinszky Viktor (1835–1883) királyi járásbíró,[31] felesége gróf Lichtenberg Krisztina volt
- Dedinszky Elemér (1884-1933) festőművész, szobrász
- Kampisné dr. Dedinszky Izabella (1904-1994) az első magyar okleveles orgonaművésznő, zeneszerző, író
- Dedinszky Gizella dr. (1897–1969) irodalmár, aki az első nők között szerzett bölcsészdoktori címet Magyarországon
- Dedinszky Erika (1942) költő, műfordító, író
- Dedinszky Gyula (1905–1994) evangélikus lelkész, történész, néprajzkutató, író
- Dedinszky János (1929-1999) geológus, országgyűlési képviselő, 1956-os munkástanács tag
- Dedinszky András (1944–2015) Csány László-díjjal kitüntetett építőmérnök
- Dedinszky Márta (1946) festőművész
- Dedinszky Ferenc dr. (1953) mérnök-közgazdász,  informatikus, szakíró, nyugalmazott kormány-főtanácsadó, nyugállományú mérnök-ezredes
- Dedinszky Adél (1869–1945) gyakorlati baromfitenyésztő és elismert szakíró, Hreblay Emil mezőgazdász felesége.

## Kastélyaik

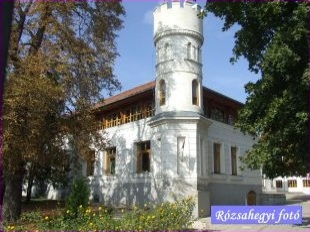
az ócsai Dedinszky-kastély

- Dedinszky-kúria (Makó)
- Dedinszky-kastély (Ócsa)